# 2M1207b
2M1207b je telo z maso planeta, ki kroži okoli rjave pritlikavke 2M1207 v ozvezdju Kentavra okoli 170 svetlobnih let od Zemlje. To je eden izmed prvih kandidatov za eksoplanet, ki so ga direktno opazovali (z infrardečim slikanjem). Aprila 2004 ga je ekipa iz Evropskega južnega observatorija, ki jo je vodil Gaël Chauvinje, odkrila s pomočjo Zelo velikega teleskopa (VLT) na observatoriju Paranal v Čilah. Domnevajo, da je od 3 do 10-krat masivnejši od Jupitra, okoli rjave pritlikavke 2M1207 pa kroži na razdalji približno enaki Plutonovi do Sonca.
Telo je zelo vroč plinasti orjak; povprečna površinska temperatura je okoli 1600 K (1300 °C), kar je večinoma posledica gravitacije planeta samega. Njegova masa je pod izračunano mejo za zlivanje devterija v rjavih pritlikavkah, ki je 13 mas Jupitra. Projicirana razdalja med 2M1207b in zvezdo je okoli 40 AU (podobna oddaljenosti Plutona in Sonca). Njegov infrardeči spekter nakazuje prisotnost vodnih molekul v ozračju. Planet najverjetneje nima življenja, niti na površini, niti na satelitih.